# Proskription
Proskription (av latin: proscriptio) är en offentlig förklaring och ett offentligt fördömande av en fiende till staten. I Svenska Akademiens ordbok definieras "proskription" som en "metod att bli kvitt misshagliga (politiska) motståndare, bestående i offentlig fredlöshetsförklaring samt konfiskation av vederbörandes egendom /---/ dels: landsförvisning, bannlysning, dels: uteslutning, utestängande." 
Termen är starkt politiskt laddad och används ofta för att beteckna statligt anbefallda mord eller åtal. Proskription underförstår en kollektiv eliminering av politiska motståndare eller personliga fiender till statens ledare, och termen förekommer utbrett i anslutning till skräckväldet under franska revolutionen. Termen förekommer också i uttryck för det politiska våldet i Argentina mot peronister efter att Juan Perón gått i landsflykt.
Proskription används även av Victor Serge för att beskriva deportationerna från Leningrad 1935, efter mordet på Kirov. ”… femtio till hundra tusen deporterade, alla som hade släktskapsband med den fd borgarklassen skickades till Volga, Centralasien, Nordryssland, kvinnor, barn, gamlingar, tekniker, hantverkare, alla utan åtskillnad. Havande kvinnor födde på vägen, man begravde åldringar vid små okända stationer”.

## Proskriptioner år 82 f.Kr.
De första proskriptionerna som gått till historien ägde rum 82 f.Kr. då Lucius Cornelius Sulla utsågs till dictator rei publicae constituendae. Sulla skred till verket genom att teckna ned en lista över personer han ansåg vara fiender till staten, och offentliggjorde listan på Forum Romanum. Varje person som nämndes i listan blev ipso facto fråntagen sitt medborgarskap och frånkänd allt rättsskydd; belöning utfärdades till var person som inkom med information som ledde till döden för den proskriberade, och var person som dödade en proskriberad fick behålla en del av dennes tillgångar (återstoden tillföll staten). Ingen kunde ärva den proskriberade, inte heller kunde hustrun till en proskriberad gifta om sig efter dennes död. Många offer för proskription halshöggs och deras huvuden visades upp på pålar på Forum Romanum.
Sulla använde proskription för att återställa Aerarium (romerska skattkammaren), som hade dränerats efter kostsamma krig och utrikesaffärer föregående årtionde, och för att bli av med fiender (riktiga och potentiella) i sin reformerade stat och konstitution; de plutokratiska riddarna Ordo Equester var särskilt svårövervunna. Förfarandet tycktes särskilt illavarslande för allmänheten, eftersom flera proskriberade aldrig återfanns efter att ha hämtats nattetid i tysthet av en grupp män där alla kallade sig "Lucius Cornelius", vilket gav upphov till en allmän rädsla för att hämtas från sitt hem som påföljd för minsta misstänkta beteende.
Sullas proskription övervakades av byråkratin, och namnen på informanter och dem som dödade proskriberade fördes upp i offentliga handlingar. Eftersom den romerska rätten medgav att handlingar kriminaliserades retroaktivt blev många av dessa namngivna personer senare åtalade. Lucius Cornelius Chrysogonus, en frigiven slav, hade översyn över proceduren, vilken kantades av korruption. Efter att Marcus Tullius Cicero anklagade Chrysogonus för missgärningar i tjänsten och vunnit pöbelns samtycke i frågan beordrade Sulla att hans frigivna slav skulle kastas från Tarpeiska klippan.

## Proskription år 43 f.Kr.
Proskription återupptogs av andra triumviratet år 43 f.Kr., än en gång för att göra sig kvitt med politiska fiender och för att fylla statskassan. Några av de proskriberade fienderna till staten fråntogs sina tillgångar, men skonades från döden av deras släktingar i triumviratet. De flesta hade dock inte en sådan tur; de två mest framstående personerna som proskriberades var oratorn Cicero och hans yngre broder Quintus Tullius Cicero, Julius Caesars legat. Sammanlagt ska 300 senatorer och 4 000 riddare ha proskriberats, vilket decimerade senaten med en tredjedel och närmast utplånade riddarklassen.